# Embalse de Poilão
El embalse de Poilão es el primero construido en Cabo Verde, está situado en el municipio de Santa Cruz de la isla de Santiago. Está situado sobre la Ribeira Seca y es utilizado para la agricultura.
Se empezó a construir en diciembre de 2004 y se finalizó 18 meses más tarde en mayo de 2006. Fue construido gracias a las ayudas del gobierno chino. La presa tiene una altura de 26 metros y una anchura de 15 metros, en embalse alberga una capacidad de 1,7 hm³, y riega un total de 63 hectáreas.